# 伊恩·斯图尔特 (田径运动员)
伊恩·斯图尔特（英語：Ian Stewart，1949年1月15日—），英国男子田径运动员。他曾代表英国参加1972年和1976年夏季奥林匹克运动会田径比赛，其中1972年奥运会获得一枚铜牌。